# Empusidae
Empusidae (Burmeister, 1838) è una famiglia di insetti dell'ordine Mantodea.

## Tassonomia
Comprende 10 generi raggruppati in due sottofamiglie:
- Sottofamiglia Empusinae
  - Dilatempusa Roy, 2004
  - Empusa Illiger, 1798
  - Gongylus Thunberg, 1815
  - Hypsicorypha Krauss, 1892
  - Chopardempusa Paulian, 1958
  - Hemiempusa Saussure & Zehntner, 1895
  - Idolomorpha Burmeister, 1838
- Sottofamiglia Blepharodinae
  - Blepharodes Bolivar, 1890
  - Blepharopsis Rehn, 1902
  - Idolomantis Uvarov, 1940

### Specie presenti in Italia
In Italia la famiglia Empusidae è rappresentata da due sole specie:
- Empusa fasciata, segnalata nei dintorni di Trieste e presso la foce del Tagliamento.
- Empusa pennata, presente in tutte le regioni appenniniche, nonché in Sicilia e in Sardegna.